# Management assistant
 (janvier 2023).
- Si vous ne connaissez pas le sujet, laissez ce bandeau (vous pouvez alors contacter les auteurs).
- Si vous supprimez le contenu mis en cause (vous pouvez préalablement contacter les auteurs),

argumentez précisément cette suppression dans la page de discussion
(un manque de référence n'est pas un argument ; une recherche réelle de référence doit avoir été effectuée, être formellement documentée).
La profession de management assistant regroupe des missions très différentes et s’adresse à tous les secteurs, y compris l’administration. Le contenu de la fonction n’est pas standardisé. Il dépend de nombreux paramètres comme le secteur, la dimension, l’entreprise, le type de management, etc. Un secrétaire de direction est un assistant de manager.

## Description de fonction
Depuis 2006, le profil de compétence de la fonction de management assistant a été défini par le conseil socio-économique européen comme suit : 

« Le ou la management assistant est lié(e) à une ou plusieurs personnes pour lesquelles il/elle effectue des tâches qui dépendent d’une situation concrète. Il ou elle remplit une mission de préparation et de soutien des différentes activités de son ou ses supérieurs hiérarchiques. Le manager peut se reposer sur son assistant principalement dans les domaines administratif et organisationnel : l’organisation des activités, la gestion de l’information et de la correspondance ainsi que celle de l’agenda et des priorités.
Le ou la management assistant connaît et comprend les cœurs d’activité et stratégies de la société et gère avec discrétion les informations confidentielles. »

Cette description en dit à la fois beaucoup et peu sur ce métier. Elle ne mentionne pas les qualités les plus recherchées chez les management assistants : l’implication, la flexibilité et le multilinguisme. Un management assistant est le véritable bras droit d’un manager, voire de plusieurs, quand il n’assure pas le support de tout un département. Il peut également former une équipe avec d’autres assistants et dans certains cas diriger ou coordonner des projets. En réalité, les possibilités sont aussi variées que les activités de l’entreprise elle-même. Aujourd’hui, les initiatives et les responsabilités sont les principales sources d’épanouissement professionnel des assistants. Un phénomène qui illustre bien l’évolution de cette profession : au fil du temps, la secrétaire classique s’est transformée en co-manager.[non neutre]

## Formation
En France, les management assistants détiennent généralement un BTS obtenu dans une école supérieure. Le BTS en office management est particulièrement indiqué pour former les management assistants. Ce choix d’études est généralement proposé aux élèves ayant opté pour les orientations économie-langues modernes, commerce-langues, secrétariat-langues ou administration. D'autres études peuvent conduire à la carrière de management assistant comme le BTS en secrétariat-langues, communication commerciale ou gestion de la communication.

## Profils de managements assistants
Les différents titres qualifiant les management assistants peuvent être classés en trois catégories : les top assistants (qui se distinguent par de plus importantes responsabilités et davantage d’autonomie), les department assistants (dotés de compétences spécifiques) et les all-round assistants (souvent débutants).
Fonctions de top management assistant : 
- Personal Assistant
- Executive personal Assistant
- Customer Relations Officer
- Management assistant
- Office manager

L'Executive personal Assistant est une fonction se distinguant par des compétences spécifiques tant sur le plan professionnel que personnel du dirigeant.
Différentes fonctions de department assistant :
- Legal Secretary
- Marketing assistant
- PR/Communication Assistant
- Payroll assistant
- Human resources assistant
- Internal Sales/Sales/After sales assistant
- Purchase Assistant
- Logistics Assistant

Différentes fonctions de all-round assistants :
- Project assistant
- Operations Assistant
- Administrative Assistant
- Junior assistant